# 上長井村
上長井村（かみながいむら）は、1953年（昭和28年）8月1日以前に存在した、山形県南置賜郡の村である。

## 概要
上長井村は現在の笹野町、笹野本町、古志田町、遠山町、林泉寺ニュータウン、矢来町の一部、城南5丁目、杉ノ目町の一部に存在した。

## 地理
西側は斜平山麓（なでらさんろく）が連なり、住宅地と水田が広がる。

## 沿革
- 1889年（明治22年）4月1日 - 町村制施行に伴い南置賜郡古志田村、遠山村、笹野村（一部）が合併し、上長井村が発足。
- 1953年（昭和28年）8月1日 - 米沢市に編入され消滅。